# (5226) Pollack
(5226) Pollack (1983 WL) – planetoida z pasa głównego asteroid okrążająca Słońce w ciągu 3,57 lat w średniej odległości 2,33 j.a. Odkryta 28 listopada 1983 roku.